# 罄竹難書
罄竹難書最早見於《呂氏春秋》，起初形容「亂象極多，難以勝數」。後來多指「罪狀極多，寫之不盡亅
《呂氏春秋·季夏紀·明理》描述亂世的各種異象，如:馬有生角、雄雞五足、雞卵多毈、有豕生狗等。又說：其主不知驚惶亟革，上帝降禍，凶災必亟。「此皆亂國之所生也，不能勝數，盡荊、越之竹，猶不能書」。意謂這些怪象都是政治敗壞所產生的亂亡之兆，而多到用光荊、越兩地的竹子來寫都寫不完。

## 歷史用法
罄竹難書最早出現於《呂氏春秋》：「亂國所生之物，盡荊越之竹，猶不能書也。」《漢書﹒公孫賀傳》：「南山之竹不足受我辭，斜谷之木不足為我械」，本意都是「事端繁多，書不勝書」。
《新唐書﹒李密傳》：「隋時李密移檄郡縣，數煬帝十罪曰：『罄南山之竹，書罪無窮﹔決東海之波，流惡難盡』」。

### 負面語意
- 《漢書》公孫劉田王楊蔡陳鄭傳：「安世者，京師大俠也，聞賀欲以贖子，笑曰：『丞相禍及宗矣。南山之竹不足受我辭，斜穀之木不足為我械。』」意指南山的竹子寫不盡我要說的話。

公孫賀的兒子公孫敬聲 因貪汙入獄，公孫賀請求皇帝讓他去抓一名久未到案的通緝犯朱安世為兒子贖罪，獲得皇帝同意，果然也被他抓到了。朱安世聽說公孫賀抓自己是要為兒子贖罪，便笑說：「丞相你這下災禍累及宗族了，我知道你們家也有許多見不得人的罪行，用盡南山之竹也寫不完哩！」於是他在獄中上書揭發公孫敬聲與陽石公主私通，引發大案，公孫家也終遭遇奇禍。
此處南山之竹不足受我辭亦是負面用法，指罪行極多。
- 《舊唐書·李密傳》:「罄南山之竹，書罪未窮」。意思是說，用盡南山的竹子當竹簡，也寫不完隋煬帝的罪行。

### 正面語意
唐《皮日休文集》第九卷〈移元徵君書〉:「果行是道，罄南山之竹，不足以書足下之功，窮百穀之波，不足以注足下之善。」意思是說，用盡南山的竹子當竹簡，也寫不完您的功勞。

### 中性語意
《孫臏兵法》：「戰者，以形相勝者也。形莫不可以勝，而莫知其所以勝之形。形勝之變，與天地相敝而不窮。形勝，以楚越之竹書之而不足。」

## 現代用法
成语起初形容「亂象極多」，後多指「罪行極多」。雖偶有正面用法，指「善行」或「功績極多」，但一般引用此語時，多習惯使用负面含义：「形容罪狀之多」。在未說明的狀況下，使用正面用法，易造成誤會。

## 辭典解釋
- 《漢語大詞典》：「極言事實之多，難以盡載。常指罪惡，後偶亦形容好人好事。」
- 《漢語成語考釋詞典》：「指事實很多，難以寫盡，多用來指罪惡，間或指功績。」
- 《辭源》：「喻項目之多，不盡期錄。」

## 外部連結
- 杜解罄竹難書 籲活用知識 （页面存档备份，存于）